# Test Drive: Ferrari Racing Legends
Test Drive: Ferrari Racing Legends es un videojuego de carreras desarrollado por Slightly Mad Studios y publicado por Rombax Games bajo licencia de Atari para PlayStation 3, Xbox 360 y Microsoft Windows. El juego es una desviación de Semi-Simulation mundo abierto sandbox visto en Test Drive Unlimited y Test Drive Unlimited 2, y vuelve a las carreras en circuito cerrado que se utilizó por última vez en Test Drive 6, y también se parece a otro corredor llamado Le Mans 24 Hours, Que fue calificado como un título de prueba de manejo en los Estados Unidos en algunas plataformas.
El desarrollo del juego comenzó poco después del lanzamiento de Shift 2: Unleashed y usa el mismo motor para mostrar un "convincente motor físico" y una "experiencia única para todos entusiastas de la conducción". La jugabilidad principal en el videojuego es la simulación de conducción, aunque el desarrollador afirma que es un equilibrio entre la simulación y carreras.  Ferrari Racing Legends  no presenta personalización del automóvil, ya que Ferrari no permitió que el desarrollador incluyera la función. 
Ferrari Racing Legends se centra en la historia de Ferrari en casi todas las disciplinas de carreras, incluyendo Fórmula 1, Rally, y GT. Hay más de 50 Ferrari vehículos diferentes para conducir, y cada uno muestra modelos interiores y exteriores totalmente realistas, así como efectos de daños. El juego se lanzará para celebrar el 65 aniversario del primer Ferrari construido, el Ferrari 125 S de 1947.

## Jugabilidad
La jugabilidad en Ferrari Racing Legends está planeado para ser similar a juegos de Test Drive  como Test Drive II  hasta Test Drive 6, pero con las carreras en circuito cerrado e inspirado en otros juegos de Slightly Mad Studios desarrollados como la serie Need for Speed: Shift, en la que el juego basa sus modelos dinámicos y efectos de daño. En lugar de concentrarse únicamente en los autos de carretera de Ferrari, el juego también cubre varias series de carreras, incluyendo Fórmula 1, Rally y GT Hay 36 circuitos en total, incluidos Spa y Monza junto con otras pistas Grand Prix y test track. 
Además, el modo un jugador, también conocido como el modo campaña, guía al jugador a través de la historia de los autos Ferrari, tal como lo hizo Electronic Arts con la marca Porsche en la quinta entrega de los juegos de carreras Need for Speed, Porsche Unleashed. Este modo de carrera abarca tres épocas en la historia de Ferrari: Oro (de 1947 a 1973), Plata (de 1974 a 1990) y Moderno (de 1990 a 2011). El jugador no está restringido a jugar directamente a través de la historia. En cambio, la carrera puede comenzar en cualquier época. En el lado multijugador, el juego contará con interacciones en línea de hasta 8 jugadores, así como el juego individual mencionado modo de jugador Sin embargo, no se menciona si los desafíos para un solo jugador también se jugarán en modo cooperativo o completamente en línea.

## Vehículos
Hay un total de cincuenta vehículos disponibles para jugar en las 39 pistas que aparecen en el juego. Once de esos cincuenta son automóviles monoplaza, incluidos el Ferrari F2008 y el 150 ° Italia; y veintisiete son autos GT, incluyendo el famoso 348 Spider y el  575M Maranello. Suzy Wallace, productor de Slightly Mad Studios, en una entrevista con Jeff Gedgaud de Yahoo! declaró que "trabajamos estrechamente con Ferrari para asegurarnos de que los modelos del automóvil [s] fueran precisos. Eso implicaba obtener datos CAD y planos para los automóviles, así como información técnica y especificaciones para los automóviles. Ella (Wallace) también menciona que la personalización del automóvil no estaría disponible en el juego, ya que "Ferrari no nos permite", explicando además que "ellos [Ferrari] sienten que cada automóvil viene fuera de fábrica perfectamente equilibrado.
El juego presenta vehículos de cada década, comenzando con 125 S y 166 Inter desde la década de 1940, hasta 150° Italia de 2011.

## Circuitos
El juego incluye 36 circuitos, con algunas pistas que aparecen más de una vez en varias configuraciones históricas; por ejemplo, el Circuito Silverstone se puede experimentar de tres maneras diferentes: en sus diseños de 1959, 1975 y 2009. El juego también presenta pistas cerradas como Rouen, junto con pistas ficticias como Misty Loch.